# Sourgoubila
Sourgoubila è un dipartimento del Burkina Faso classificato come comune, situato nella Provincia di Kourwéogo, facente parte della Regione dell'Altopiano Centrale.
Il dipartimento si compone del capoluogo e di altri 17 villaggi: Bagayiri, Bantogdo, Barouli, Bouanga, Damsi, Diguila, Gonsin, Guela, Koala, Koukin, Lao, Manefyam, Nakamtenga, Sandogo, Sanon, Taonsogo e Zoundri.